# Vanes Martirosyan
Vanes Martirosyan (* 1. Mai 1986 in Abowjan, Armenische SSR als Wanes Norikowitsch Martirosjan) ist ein ehemaliger armenisch-amerikanischer Boxer. Er war im Laufe seiner Karriere dreimaliger WM-Herausforderer; 2013 beim Kampf um den vakanten WBO-Titel im Halbmittelgewicht gegen Demetrius Andrade, 2016 beim Kampf um die Titel der WBA und IBO im Halbmittelgewicht gegen Erislandy Lara, sowie 2018 beim Kampf um die WBA (Super)-, IBO und WBC-Titel im Mittelgewicht gegen Gennadi Golowkin.
Als Amateur startete Martirosyan im Weltergewicht für die USA bei den Olympischen Spielen 2004 in Athen, wo er im Achtelfinale gegen Lorenzo Aragón ausschied.

## Leben
Martirosyan wurde am 1. Mai 1986 in der armenischen Stadt Abowjan geboren. Sein Vater Norik Martirosyan, der ebenfalls Boxer war, arbeitete für ein Industrieunternehmen. Martirosyan hat drei Geschwister, einen jüngeren und einen älteren Bruder sowie eine jüngere Schwester.
Seine Familie zog nach Glendale, Kalifornien, als er vier Jahre alt war. Mit dem Boxen begann er im Alter von sieben Jahren, nachdem sein Vater herausfand, dass ein Fitness-Studio in der Nähe war.

## Amateurkarriere
Martirosyan erreichte 2003 den zweiten Platz bei der US-Jugendmeisterschaft im Weltergewicht und 2004 einen dritten Platz bei der US-Meisterschaft der Erwachsenen im Weltergewicht.
Nach dem Gewinn der US-amerikanischen Olympiaqualifikation 2004 und den nationalen Olympic Box-Offs 2004, gewann er auch die Olympiaqualifikation des amerikanischen Kontinents 2004 in Tijuana. Er siegte dabei gegen Pedro Moncivais, Tureano Johnson, Adam Trupish und Andre Berto.
Er startete daraufhin bei den Olympischen Spielen 2004 in Athen und siegte in der Vorrunde gegen Benamar Meskine, ehe er im Achtelfinale gegen Lorenzo Aragón unterlag.

## Profikarriere
Martirosyan startete seine Profikarriere 2005 und stand im Laufe seiner Karriere bei den Promotionsfirmen von Top Rank, Don King und Goosen Tutor unter Vertrag. Einer seiner Trainer war Freddie Roach.
Er blieb in 34 Kämpfen ungeschlagen, wobei er 33 gewann und einer, gegen Erislandy Lara, unentschieden endete. Er konnte dann im Alter von 27 Jahren und von der WBO auf Platz 1 der Weltrangliste gesetzt, am 9. November 2013 um den von Saurbek Baissangurow entzogenen und damit vakanten WBO-Weltmeistertitel im Halbmittelgewicht boxen, wobei er knapp durch Split Decision nach Punkten gegen den von der WBO auf Platz 2 gesetzten Demetrius Andrade verlor.
Nach vier weiteren Kämpfen, mit drei Siegen, boxte er am 21. Mai 2016 als Nummer 2 des Verbandes gegen den WBA-Weltmeister Erislandy Lara, verlor jedoch einstimmig nach Punkten. Seinen letzten Kampf bestritt er, von der WBC auf Platz 1 der Herausforderer gesetzt, am 5. Mai 2018 gegen den IBO-, WBA- und WBC-Weltmeister Gennadi Golowkin und verlor durch K. o. in der zweiten Runde.

### Titelgewinne als Profi
- 21. März 2014: Intercontinental-Champion der WBO im Halbmittelgewicht
- 4. Juni 2011: Silver-Champion der WBC im Halbmittelgewicht
- 19. Dezember 2009: Nordamerikameister der NABO und NABF im Halbmittelgewicht